# Kreissparkasse Hannover

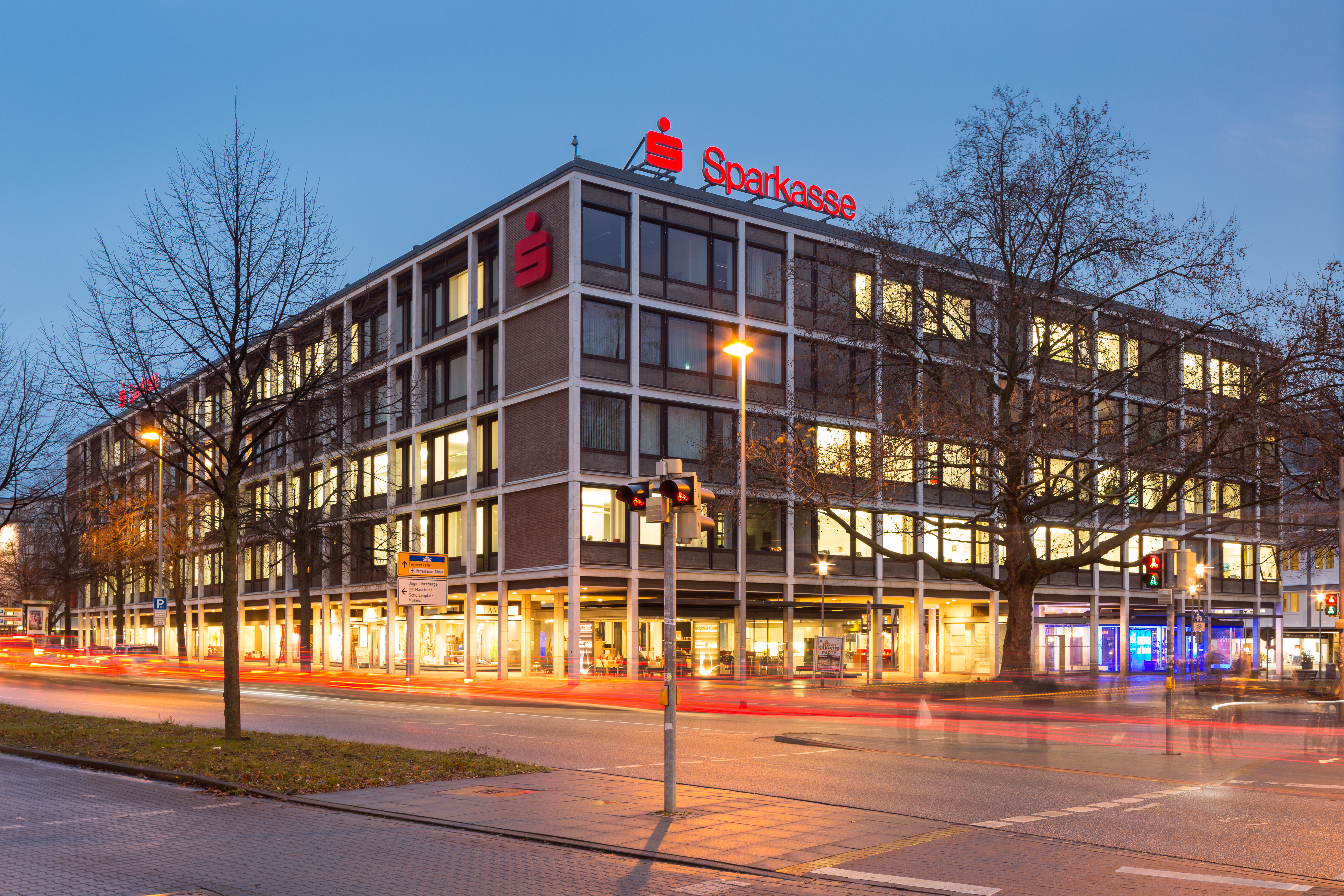
Das denkmalgeschützte Gebäude Aegidientorplatz 1 war ab 1980 Sitz der Kreissparkasse, die 2000 zur Sparkasse Hannover fusionierte

Die Kreissparkasse Hannover war eine zu Beginn des  Deutschen Kaiserreichs gegründete Sparkasse auf dem Gebiet der späteren Region Hannover, die Anfang des 21. Jahrhunderts in der Sparkasse Hannover aufging.

## Geschichte
Kurz nach der Gründerzeit beschlossen die Mitglieder der Amtsversammlung des Amtes Hannover die Bildung der dann so benannten Spar-, Leih- und Vorschußkasse des Amtes Hannover, die kurz darauf am 10. September 1878 gegründet wurde. Ihren Betrieb nahm die Kasse mit ihrem ersten Geschäftssitz im Haus Wagenerstraße 20 oder Wagenerstraße 10 auf. Dort sollen schon zuvor am Eröffnungstag am 22. Juni 1878 die „Konten A 1 – A 16“ mit Einlagen von insgesamt 5369,96 Mark eingerichtet worden sein.

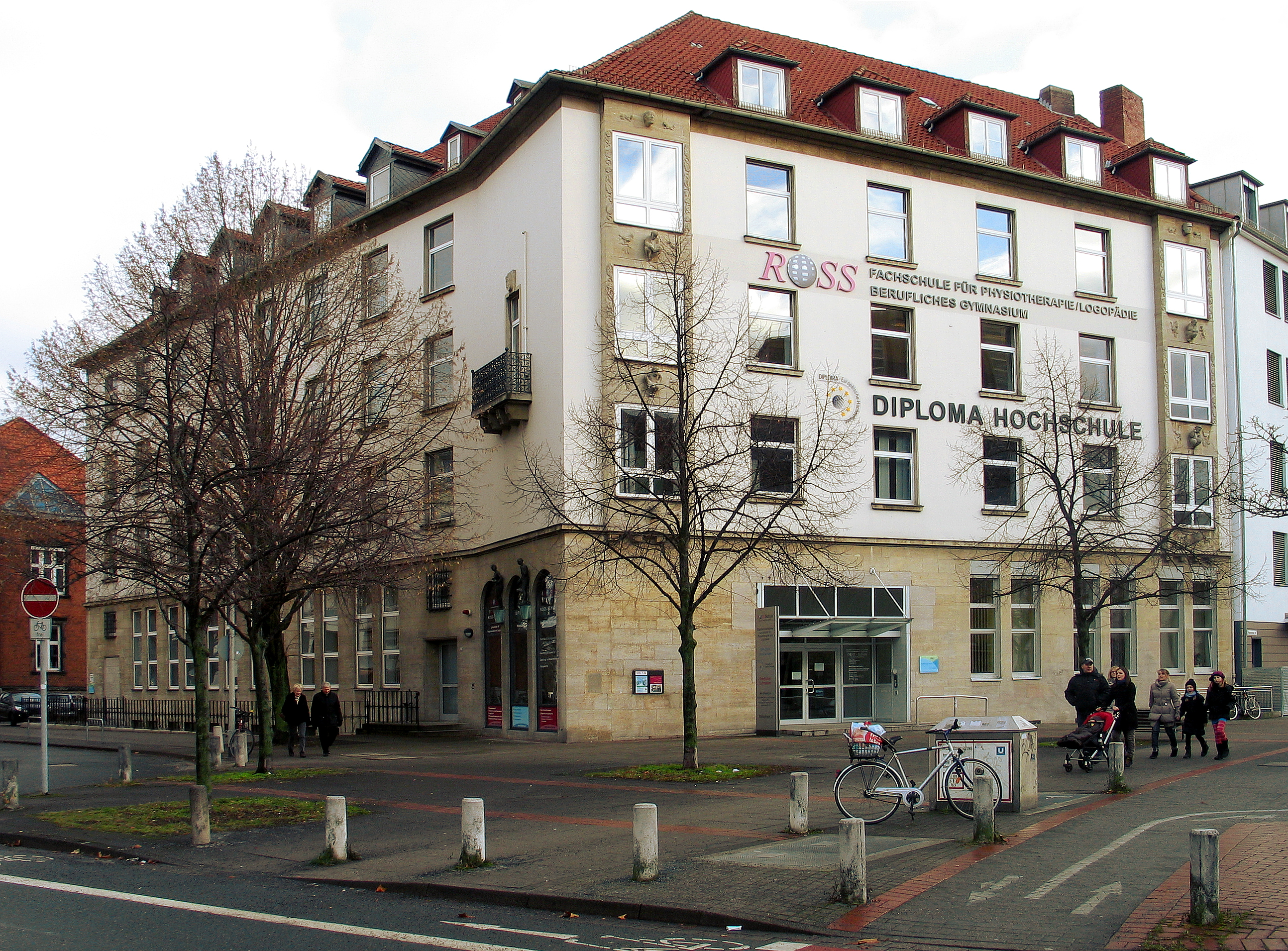
Das Gebäude Wilhelmstraße 2 war bis 1978 Hauptstelle der Kreissparkasse Hannover

Nachdem das Amt Hannover im Zuge preußischer Verwaltungsmaßnahmen 1885 ihren Namen in Landkreis Hannover geändert hatte, firmierte das Kasseninstitut ab demselben Jahr als Sparkasse des Landkreises Hannover für knapp ein Jahrhundert bis 1974 unter dem neuen Namen.
1907 bezog das Kreditinstitut ein erstes eigenes Geschäftsgebäude.
Nachdem gegen Ende der Weimarer Republik der Landkreis Hannover mit dem Landkreis Linden zusammengelegt worden waren, schlossen sich 1934 auch die Sparkasse des hannoverschen Landkreises mit der Kreissparkasse Linden zusammen.
Nach dem Zweiten Weltkrieg und lagen Mitte der 1950er Jahre auf den Einlage von rund 50000 Sparkonten ein Betrag von weniger als 20 DM. Zeitgleich wiesen die etwa 11 Millionen Giro- und Kontokorrent-Konten Einlagen von rund 26 Millionen DM aus.
In der späteren Nachkriegszeit der 1960er Jahre waren die Aktivitäten der Sparkasse vor allem durch den Ausbau des Zweigstellen-Netzes im Landkreis geprägt begleitet von einer Modernisierung der technischen Ausstattung.

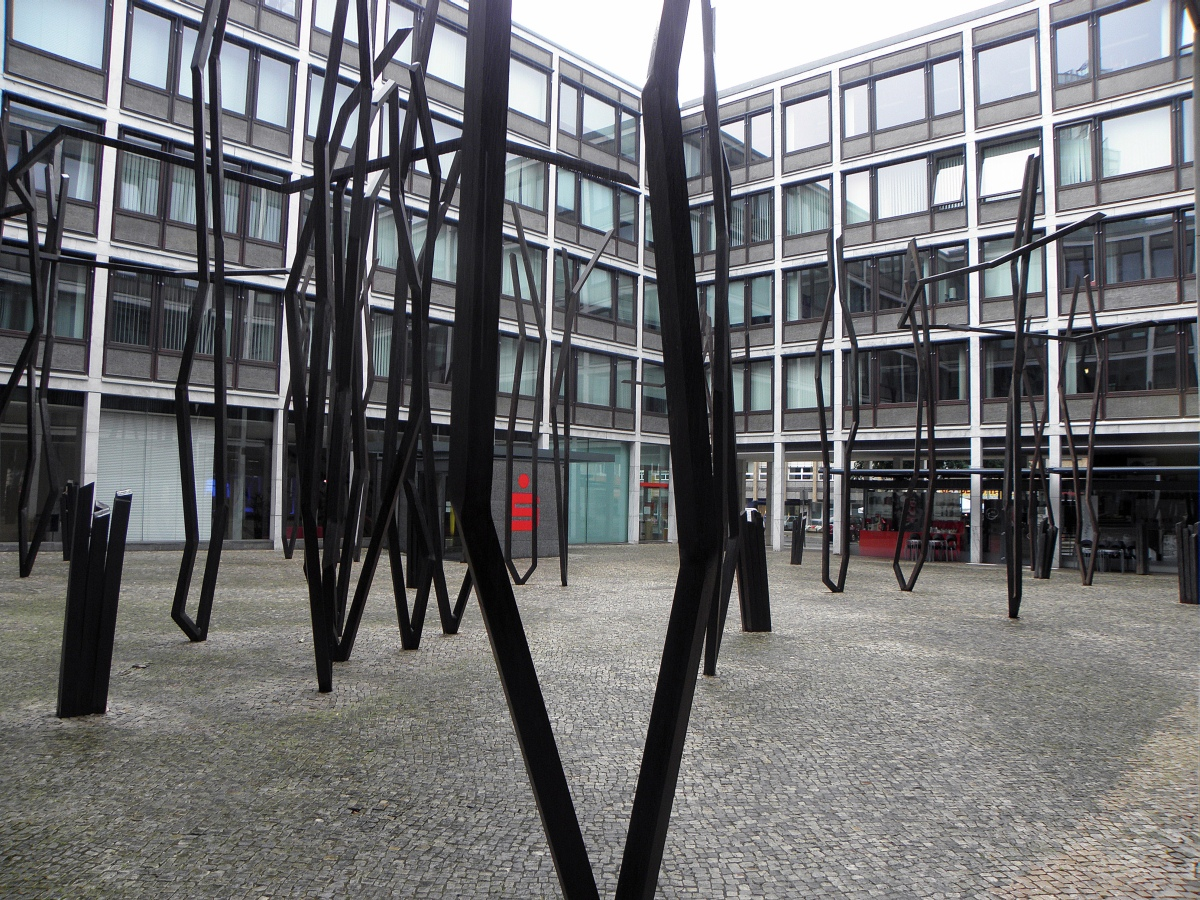
Stahlskulpturen-Gruppe In Vent, 1996 von Robert Schad im östlichen Hof der ehemaligen Kreissparkasse aufgestellt

Zum 1. Januar 1975 schlossen sich die Sparkasse des Landkreises Hannover und die Kreissparkasse Burgdorf, die Kreissparkasse Neustadt am Rübenberg und die Kreissparkasse Springe zur Kreissparkasse Hannover zusammen. In der Folge wurde die Hauptstelle dieser Fusion 1978 von der Wilhelmstraße 2 in das ehemals von der Magdeburger Versicherung genutzte Gebäude am Aegi verlegt.
1981 gab die Kreissparkasse, Forum Kultur, anlässlich einer Ausstellung von Dieter Röttger im Haus des Instituts ein Werkverzeichnis über die Arbeiten von Dieter Röttger unter dem Titel Dieter Röttger : das Radierwerk 1972–1976 heraus.
Ende der 1980er Jahre hatte die Kreissparkasse Hannover 114 Filialen rund um ihren Hauptsitz am Aegidientorplatz.
1995 vergab die Kreissparkasse Hannover gemeinsam mit der Niedersächsischen Sparkassenstiftung den mit 45.000 DM dotierten Kompositionspreis an den in Mainz lebenden Künstler Volker David Kirchner.
1996 installierte der Künstler Robert Schad seine Stahlskulturen-Gruppe In Vent im östlichen Hof des von der Kreissparkasse genutzten Gebäudes Aegidientorplatz 1.
Als Folge der Bildung der Region Hannover fusionierte die Kreissparkasse 2003 mit der Stadtsparkasse Hannover im Jahr 2003 zur Sparkasse Hannover,  zugleich die „erste bedeutende Maßnahme auf Regionsebene.“

## Persönlichkeiten
- Der spätere Bankmanager Reinhold Fahlbusch, Gründer von Kaufhaus Fairkauf, durchlief seine Lehre bei der Kreissparkasse Hannover.[6]

## Schriften (Auswahl)
- Dieter Röttger. Das Radierwerk 1972–1976. Werkverzeichnis, Begleitschrift anlässlich einer Ausstellung von Arbeiten Dieter Röttgers in der Kreissparkasse Hannover im Herbst 1981, zusammengestellt von Joachim Kruse, Hannover: Kreissparkasse, [1981]
- Peter Anselm Riedl (Text), Robert Häusser (Fotos): Robert Schad, In vent, 1996 / Kreissparkasse Hannover, in englischer und deutscher Sprache mit einer Übersetzung von Jeremy Gaines, hrsg. von der Kreissparkasse Hannover, Forum Kultur, Hannover: Kreissparkasse, 2001, ISBN 3-925521-80-1.
- als Periodikum:
  - 2002–2015: Unternehmer-Brief. Informationsservice der Sparkasse Hannover, 2011 auch mit dem Unternehmerinnen-Brief, 3 mal jährlich erschienenes Informationsblatt, Hrsg.: Sparkasse Hannover, Unternehmenskommunikation, 2002ff.